# Свиноносая летучая мышь
Свиноносая летучая мышь (лат. Craseonycteris thonglongyai) — млекопитающее отряда рукокрылых. Единственный вид семейства свиноносых. Наряду с карликовой белозубкой является самым маленьким млекопитающим, известным науке.
Эта редкая летучая мышь была открыта только в октябре 1973 года таиландским биологом Китти Тхонглонгья.

## Внешний вид
Это самая маленькая из современных летучих мышей и одно из самых маленьких млекопитающих вообще: масса взрослой особи не превышает 1,7—2 г, длина тела — 29—33 мм, а предплечья — 22—26 мм. По размерам она уступает многим насекомым; среди млекопитающих с ней соперничает только самая мелкая землеройка — карликовая белозубка. Хвоста у мыши-шмеля нет. Межбедренная перепонка тянется с внутренней стороны голеней и бедер в виде ленты шириной 3—4 мм. Крылья длинные и широкие. Одной из характерных черт является нос, похожий на свиной пятачок (отсюда название вида). Уши крупные, с большим козелком. Окрас верха тела бурый с красноватым оттенком или серый. Брюшко светлее; крылья и межбедренная перепонка темнее. Череп крупный, около 1/3 длины тела, с большой мозговой коробкой. Зубов 28.

## Распространение и образ жизни
Свиноносые летучие мыши обитают только в юго-западной части Таиланда, в провинции Канчанабури (национальный парк Сай Йок). Недавно были обнаружены также в соседних районах Мьянмы. Биология и экология свиноносых летучих мышей изучена плохо. Днёвки они устраивают в глубине небольших пещер в известняковых холмах, собираясь там небольшими группами. Их местожительство расположено в районе, где леса по большей части были вырублены в 1950-х гг. и разбиты плантации тикового дерева. В сумерках вылетают на охоту группами по 4—5 особей, встречаясь в зарослях бамбука и над верхушками тиковых деревьев. Никогда не удаляются более чем на 1 км от мест днёвок. Питаются насекомыми, в основном, снимая их с листвы; крохотные размеры и строение крыльев позволяют этим летучим мышам зависать на месте. 80 % их рациона составляют двукрылые, остальное — перепончатокрылые, сеноеды и пауки. О размножении ничего неизвестно; вероятно, самки, подобно большинству летучих мышей, приносят 1 детёныша в год.

## Природоохранный статус
Численность свиноносых летучих мышей чрезвычайно мала. В 1982 году их было найдено всего 160 особей в 3 пещерах; сейчас популяция оценивается примерно в 500 особей. Они входят в первый десяток самых редких видов на планете и занесены в Международную Красную книгу как вид, близкий к уязвимому положению.